# المؤيد يحيى بن حمزة
المؤيد يحيى بن حمزة العلوي (ولد في 15 أكتوبر 1270 - توفي في 1345) إمام الدولة الزيدية في اليمن من 1328 إلى 1345.
كان يحيى بن حمزة عضوا من النخبة الزيدية ولكن ليس من سلالة الرسيين والتي عادة ما تقدم الأئمة. كان سليل الجيل الثالث عشر للإمام الشيعي علي بن موسى الرضا (المتوفى عام 818). غزا الإمام المهدي محمد أراضي كبيرة للدولة الرسولية بما في ذلك المدينة التجارية والسياسية المهمة صنعاء. بعد وفاته عام 1328 ظهر ما لا يقل عن أربعة من المطالبين بالإمامة. وبصرف النظر عن يحيى شملت القائمة الناصر علي بن صلاح، أحمد بن علي الفتحي، وابن الإمام المتوفي الواثق المطهر بن محمد. كان يحيى الأوفر حظا للإمامة واستطاع السيطرة على صنعاء. مع اتخاذ صنعاء كقاعدة له قرر شن الحرب في السنوات التالية ضد الطائفة الإسماعيلية من قبيلة همدان في ضهر وادي. لم تستعد الدولة الرسولية أراضيها التي فقدتها في شمال اليمني وتركوا الزيديين غير مهددين. ألف الإمام كتاب الانتصار الذي يعتبر من أهم الكتب الشرعية القانونية للزيديين وكتاب الدعوة العامة لتشجيع العمل من أجل النضال الإيماني الحقيقي. قيل شعبيا أن عدد صفحات الكتب كانت مساوية للأيام التي عاشها. توفي المؤيد يحيى سنة 1345 (أو في مصدر آخر 1349) ودفن في ذمار. بعد وفاته تم محاصرة صنعاء من قبل شقيقين زيديين وهما إبراهيم بن عبد الله وداود بن عبد الله الذي حكم كأمير ولم يسعى للحصول على لقب إمام. استمرت السيطرة على صنعاء حتى 1381.
ومن ذريته عليه السلام
الساده الحسينيون بيت الكبير وبيت الاعضب وجاحز وساري والديدي وعشيش وال الحوثي الحسينين وبيت الاشقص وبيت السيد اسماعيل بن صلاح احمدالعمدي بذمار من ذرية السيد احمد بن عبدالله الهادي ...الخ